# جونيور ولز
جونيور ولز (بالإنجليزية: Junior Wells)‏ هو موسيقي أمريكي، ولد في 9 ديسمبر 1934 في ممفيس في الولايات المتحدة، وتوفي في 15 يناير 1998 في شيكاغو في الولايات المتحدة بسبب لمفوما.

## وصلات خارجية
- جونيور ولز على موقع IMDb (الإنجليزية)
- جونيور ولز على موقع الموسوعة البريطانية (الإنجليزية)
- جونيور ولز على موقع ميوزك برينز (الإنجليزية)
- جونيور ولز على موقع أول ميوزيك (الإنجليزية)
- جونيور ولز على موقع ديسكوغز (الإنجليزية)
- جونيور ولز على موقع قاعدة بيانات الفيلم (الإنجليزية)